# UGC 6175
Arp 191 = UGC 6175 ist ein interagierendes Galaxienpaar im Sternbild Leo, welches etwa 364 Mio. Lj von der Milchstraße entfernt ist. Halton Arp gliederte seinen Katalog ungewöhnlicher Galaxien nach rein morphologischen Kriterien in Gruppen. Diese Galaxie gehört zu der Klasse Galaxien mit schmalen Filamenten.